# Віршем
Віршем (нім. Wierschem) — громада в Німеччині, розташована в землі Рейнланд-Пфальц. Входить до складу району Маєн-Кобленц. Складова частина об'єднання громад Майфельд.
Площа — 8,32 км2. Населення становить 328 ос. (станом на 31 грудня 2020).